# Sociedad Industrial y Agrícola de Guadiaro
La Sociedad Industrial y Agrícola de Guadiaro fue una empresa fundada a finales del siglo XIX por varios miembros de la familia Larios que disponía de diversas explotaciones agrícolas y fábricas en distintos puntos del sur de Andalucía. 
A partir de 1869 las dos ramas de la familia Larios comenzaron una compra masiva de tierras en el Campo de Gibraltar, sobre todo en los municipios de Jimena de la Frontera, Los Barrios, Algeciras, La Línea de la Concepción y San Roque, así como en los municipios del Campo de Gibraltar malagueño, en Manilva, Gaucín y Casares. De estas, el grueso de las tierras situadas en las inmediaciones del valle del Guadiaro fueron adquiridas por las sociedades de Martín Larios e Hijos y Larios Hermanos, con sede en Málaga y Gibraltar respectivamente, y se dedicaron al cultivo de la caña de azúcar, cereales y olivar. El otro importante número de propiedades inmobiliarias cercanas a la Bahía de Algeciras, fue adquirido por Larios Hermanos y otros miembros de la misma familia a titularidad individual.
Con autorización del Ministerio de Fomento se iniciaron una serie de obras hidráulicas para aprovechar el agua de los ríos Guadiaro y Genal y se fundaron las colonias agrícolas de San Pablo y San Martín, a las que se sumó la colonia de San Luis de Sabinillas, adquirida por los Larios posteriormente. Finalmente en 1887 se fundó la Sociedad Industrial y Agrícola de Guadiaro, con domicilio social en Málaga y un capital repartido al 50% entre las dos ramas de la familia, además de las acciones que retuvieron a título individual Martín Larios Larios, Manuel Domingo Larios Larios y Ricardo Larios Tashara.
Cada finca se especializó en un determinado cultivo. Así, en San Luis de Sabinillas se concentró el cultivo de la caña de azúcar, que era transformada en el ingenio allí situado; la producción de trigo se trataba en el molino de San Martín; y las almazaras se concentraron en San Pablo. También se cultivó el pimentón y el arroz, aunque este último fue prohibido en 1917 a causa de una epidemia de paludismo en San Martín. Asimismo, se instaló una fábrica de corcho en La Línea de la Concepción, surtida de la abundante materia prima de Castellar de la Frontera, Jimena de la Frontera y Los Barrios.
En 1930 la sociedad fue vendida a Juan March, quien a su vez vendió algunos activos hasta que entre 1944 y 1950 liquidó la empresa al completo tras parcelar las propiedades y venderlas por separado.